# Rock 'n' Roll High School
Rock and Roll Highschool (1979) er en amerikansk film instrueret af Joe Dante, med bandet The Ramones i centrum. Filmen handler i korte træk om pigen Riff Randle, som forguder Ramones. Men den nye rektor vil ikke tolerere punk/rock-musik og bestemmer derfor, at der ikke må hørers rock på skolen. Det hele ender med, at alle eleverne tager til Ramones' koncert, og senere overtager The Ramones skolen med deres instrumenter.

## Eksterne Henvisninger
- Rock 'n' Roll High School på Internet Movie Database (engelsk)
- Rock 'n' Roll High School i Svensk Filmdatabas (svensk)
- Rock 'n' Roll High School på AlloCiné (fransk)
- Rock 'n' Roll High School på MovieMeter (nederlandsk)
- Rock 'n' Roll High School på AllMovie (engelsk)
- Rock 'n' Roll High School hos American Film Institute (engelsk)
- Rock 'n' Roll High School på Turner Classic Movies (engelsk)
- Rock 'n' Roll High School på The Movie Database (engelsk)
- Rock 'n' Roll High School på Rotten Tomatoes (engelsk)
- Rock 'n' Roll High School på Metacritic (engelsk)